# Superliga de Voleibol Masculina
Superliga de Voleibol Masculina är den högsta serien i volleyboll för herrklubblag i Spanien. Den arrangeras av Real Federación Española de Voleibol sedan 1964. Serien spelas höst/vår och grundserien följs av ett slutspel i cupformat där segraren blir spansk mästare. CV Almería är det lag som vunnit flest titlar. De sämsta lagen flyttas ner till Superliga 2. 

## Resultat per år
| Mellan 1964 och 1983 kallades serien Primera División    |                      |                    |             |             |             |             |
| 1964-65 mer information                                  | Picadero Jockey Club | -                  | -           |             |             |             |
| 1965-66 mer information                                  | Picadero Jockey Club | -                  | -           |             |             |             |
| 1966-67 mer information                                  | CD Hispano Francés   | -                  | -           |             |             |             |
| 1967-68 mer information                                  | CD Hispano Francés   | -                  | -           |             |             |             |
| 1968-69 mer information                                  | Atlético Madrid      | -                  | -           |             |             |             |
| 1969-70 mer information                                  | Atlético Madrid      | -                  | -           |             |             |             |
| 1970-71 mer information                                  | Atlético Madrid      | -                  | -           |             |             |             |
| 1971-72 mer information                                  | Real Madrid CF       | -                  | -           |             |             |             |
| 1972-73 mer information                                  | CD Hispano Francés   | -                  | -           |             |             |             |
| 1973-74 mer information                                  | Atlético Madrid      | -                  | -           |             |             |             |
| 1974-75 mer information                                  | Atlético Madrid      | -                  | -           |             |             |             |
| 1975-76 mer information                                  | Real Madrid CF       | -                  | -           |             |             |             |
| 1976-77 mer information                                  | Real Madrid CF       | -                  | -           |             |             |             |
| 1977-78 mer information                                  | Real Madrid CF       | -                  | -           |             |             |             |
| 1978-79 mer information                                  | Real Madrid CF       | -                  | -           |             |             |             |
| 1979-80 mer information                                  | Real Madrid CF       | -                  | -           |             |             |             |
| 1980-81 mer information                                  | CV Son Amar Palma    | -                  | -           |             |             |             |
| 1981-82 mer information                                  | CV Son Amar Palma    | -                  | -           |             |             |             |
| 1982-83 mer information                                  | Real Madrid CF       | -                  | -           |             |             |             |
| Mellan 1983 och 1989 kallades serien División de Honor   |                      |                    |             |             |             |             |
| 1983-84 mer information                                  | CV Son Amar Palma    | -                  | -           |             |             |             |
| 1984-85 mer information                                  | CV Salesianos Madrid | -                  | -           |             |             |             |
| 1985-86 mer information                                  | CV Son Amar Palma    | -                  | -           |             |             |             |
| 1986-87 mer information                                  | CV Son Amar Palma    | -                  | -           |             |             |             |
| 1987-88 mer information                                  | CV Son Amar Palma    | -                  | -           |             |             |             |
| 1988-89 mer information                                  | CV Son Amar Palma    | -                  | -           |             |             |             |
| Sedan 1989 kallas serien Superliga de Voleibol Masculina |                      |                    |             |             |             |             |
| 1989-90 mer information                                  | CV Gran Canaria      | ACE Bombers        | -           |             |             |             |
| 1990-91 mer information                                  | CV Gran Canaria      | CV Son Amar Palma  | -           |             |             |             |
| 1991-92 mer information                                  | CV Gran Canaria      | CV Andorra         | -           |             |             |             |
| 1992-93 mer information                                  | CV Gran Canaria      | CV Almería         | -           |             |             |             |
| 1993-94 mer information                                  | CV Gran Canaria      | Numancia CMA Soria | -           |             |             |             |
| 1994-95 mer information                                  | Numancia CMA Soria   | CV Gran Canaria    | -           |             |             |             |
| 1995-96 mer information                                  | Numancia CMA Soria   | CV Gran Canaria    | -           |             |             |             |
| 1996-97 mer information                                  | CV Almería           | Numancia CMA Soria | -           |             |             |             |
| 1997-98 mer information                                  | CV Almería           | CV Gran Canaria    | -           |             |             |             |
| 1998-99 mer information                                  | Numancia CMA Soria   | CV Gran Canaria    | -           |             |             |             |
| 1999-00 mer information                                  | CV Almería           | Numancia CMA Soria | -           |             |             |             |
| 2000-01 mer information                                  | CV Almería           | Numancia CMA Soria | -           |             |             |             |
| 2001-02 mer information                                  | CV Almería           | CV Gran Canaria    | -           |             |             |             |
| 2002-03 mer information                                  | CV Almería           | CV Arona           | -           |             |             |             |
| 2003-04 mer information                                  | CV Almería           | Numancia CMA Soria | -           |             |             |             |
| 2004-05 mer information                                  | CV Almería           | CV Portol          | -           |             |             |             |
| 2005-06 mer information                                  | CV Portol            | Numancia CMA Soria | -           |             |             |             |
| 2006-07 mer information                                  | CV Portol            | CV Almería         | -           |             |             |             |
| 2007-08 mer information                                  | CV Portol            | CV Almería         | -           |             |             |             |
| 2008-09 mer information                                  | CV Teruel            | CV Almería         | -           |             |             |             |
| 2009-10 mer information                                  | CV Teruel            | CV Almería         | -           |             |             |             |
| 2010-11 mer information                                  | CV Teruel            | CV Almería         | -           |             |             |             |
| 2011-12 mer information                                  | CV Teruel            | CV Almería         | -           |             |             |             |
| 2012-13 mer information                                  | CV Almería           | CV Teruel          | -           |             |             |             |
| 2013-14 mer information                                  | CV Teruel            | CV Almería         | -           |             |             |             |
| 2014-15 mer information                                  | CV Almería           | CV Teruel          | -           |             |             |             |
| 2015-16 mer information                                  | CV Almería           | CV Teruel          | -           |             |             |             |
| 2016-17 mer information                                  | CV Palma             | CV Almería         | -           |             |             |             |
| 2017-18 mer information                                  | CV Teruel            | CV Almería         | -           |             |             |             |
| 2018-19 mer information                                  | CV Teruel            | CV Almería         | -           |             |             |             |
| 2019-20 mer information                                  | Ej utdelade          | Ej utdelade        | Ej utdelade | Ej utdelade | Ej utdelade | Ej utdelade |
| 2020-21 mer information                                  | CV Guaguas           | CV Almería         | -           |             |             |             |
| 2021-22 mer information                                  | CV Almería           | CV Melilla         | -           |             |             |             |

## Resultat per klubb
| Lag                  | Antal titlar | Vunna säsonger                                                                                             |
| -------------------- | ------------ | --- |
| CV Almería           | 12           | 1996-97, 1997-98, 1999-00, 2000-01, 2001-02, 2002-03, 2003-04, 2004-05, 2012-13, 2014-15, 2015-16, 2021-22 |
| Real Madrid CF       | 7            | 1971-72, 1975-76, 1976-77, 1977-78, 1978-79, 1979-80, 1982-83                                              |
| CV Son Amar Palma    | 7            | 1980-81, 1981-82, 1983-84, 1985-86, 1986-87, 1987-88, 1988-89                                              |
| CV Teruel            | 7            | 2008-09, 2009-10, 2010-11, 2011-12, 2013-14, 2017-18, 2018-19                                              |
| Atlético Madrid      | 5            | 1968-69, 1969-70, 1970-71, 1973-74, 1974-75                                                                |
| CV Gran Canaria      | 5            | 1989-90, 1990-91, 1991-92, 1992-93, 1993-94                                                                |
| CD Hispano Francés   | 3            | 1966-67, 1967-68, 1972-73                                                                                  |
| Numancia CMA Soria   | 3            | 1994-95, 1995-96, 1998-99                                                                                  |
| CV Portol            | 3            | 2005-06, 2006-07, 2007-08                                                                                  |
| Picadero Jockey Club | 2            | 1964-65, 1965-66                                                                                           |
| CV Salesianos Madrid | 1            | 1984-85 |
| CV Palma             | 1            | 2016-17 |
| CV Guaguas           | 1            | 2020–21 |